# 7484 Dogo Onsen
7484 Dogo Onsen eller 1994 WF4 är en asteroid i huvudbältet som upptäcktes den 30 november 1994 av den japanska astronomen Akimasa Nakamura vid Kuma Kogen-observatoriet. Den är uppkallad efter Dōgo Onsen i den japanska staden Matsuyama.
Asteroiden har en diameter på ungefär 4 kilometer.